# Iso-Tiira
Iso-Tiira är en ö i Finland.   Den ligger i kommunen Brahestad i den ekonomiska regionen  Brahestads ekonomiska region  och landskapet Norra Österbotten, i den centrala delen av landet, 500 km norr om huvudstaden Helsingfors.